# William Harrison Ainsworth
Pour les articles homonymes, voir Ainsworth.
Ne doit pas être confondu avec William Francis Ainsworth.
William Harrison Ainsworth (4 février 1805 à Cheetham Hill, Manchester, Angleterre - 3 janvier 1882 à Reigate, Angleterre) est un romancier historique anglais. Alors qu'il complète sa formation en droit à Londres, il rencontre l'éditeur John Ebers, gérant du Her Majesty's Theatre. Ebers introduit Ainsworth dans les cercles littéraires et d'arts dramatiques, ainsi qu'à sa fille qu'il épousera.
Ainsworth a tâté de l'édition, mais a préféré se consacrer au journalisme et à la littérature. Son premier roman a été Rookwood en 1834, qui met en vedette Dick Turpin. Il dirigea la revue Bentley's Miscellany de 1840 à 1842 avant de devenir propriétaire de la revue 10 ans plus tard, il revendra la revue à Richard Bentley en 1868. Il publia ensuite une série de 39 nouvelles, la dernière sera publiée en 1881. Ainsworth est mort à Reigate le 3 janvier 1882.